# ایکینجی عاشیق‌لی
ایکینجی عاشیق‌لی (به لاتین: İkinci Aşıqlı) یک منطقه مسکونی در جمهوری آذربایجان است که در شهرستان بیلقان واقع شده است. این روستا ۱۶۰۰ نفر جمعیت دارد.